# The Interceptor
The Interceptor è una serie televisiva britannica che è stata trasmessa per la prima volta su BBC One dal 10 giugno al 29 luglio 2015. La serie composta da otto episodi è stata scritta da Tony Saint e prodotta da BBC Drama Productions. La serie fu cancellata dalla BBC dopo una sola stagione in seguito alle recensioni negative da parte della critica.

## Produzione
La serie tratta di una nuova squadra di polizia incaricata di dare la caccia ad alcuni dei criminali più ricercati della Gran Bretagna. La serie è ispirata all'omonimo libro che descrive la carriera dell'ex agente doganale Cameron Addicott, co-firmata da Kris Hollington.